# Vaszilij Alekszandrovics Romanov orosz herceg
Vaszilij Alekszandrovics orosz herceg (oroszul: Князь Василий Александрович Романов; Gatcsina, 1907. június 24./július 7. – Woodside, 1989. június 23.) orosz herceg, angliai és amerikai orosz emigráns, 1980–1989 között a Romanov Családi Társaság elnöke.

## Élete
Vaszilij Alekszandrovics herceg 1907 júliusában látott napvilágot Alekszandr Mihajlovics nagyherceg és Kszenyija Alekszandrovna nagyhercegnő hetedik, utolsó gyermekeként, egyben hatodik fiaként. Szülei között távoli unokatestvéri kapcsolat állt fenn, mindkettejüknek közös őse volt I. Miklós cár. Noha Vaszilij Alekszandrovics édesanyja III. Sándor cár leánya volt, a nagyhercegnő gyermekei kivétel nélkül csupán hercegi címet viseltek, mivel apai ágról a nagyapjuk nem volt cár.
A herceg és testvérei gyermekként sok időt töltöttek Franciaországban és a család kedvelt krími palotájában. Szülei hamar zátonyra futott házassága ellenére boldog gyermekkorban volt részük; az év nagy részében Alekszandr Mihajlovics a kormányt kritizáló nézetei miatt a szülőföldjüktől távol, a francia Biarritzban éltek.
Az első világháború, majd az azt követő forradalom alatt Vaszilij herceg szüleivel a Krímre menekült. A bolsevikok hatalomra jutását követően a cári család tagjait üldözték, legtöbbjüket letartóztatták és kivégezték. Azok a családtagok, akik biztonságot kerestek, a Krímbe szöktek Marija Fjodorovna anyacárnéhoz. 1919 legelején Vaszilij Alekszandrovics és testvérei az anyacárné brit rokonai által küldött HMS Marlborough hadihajó fedélzetén hagyták el Oroszországot. A família jelentős része francia földön talált menedékre; Vaszilij Alekszandrovics ellenben Angliában élt édesanyjával. Az 1920-as évek végén a herceg áttelepült az Egyesült Államokba. Mivel a családi vagyon legnagyobb részét a bolsevikok államosították, a maradék pénz pedig a franciaországi emigránsok birtokába került, a herceg meglehetősen szerény körülmények között élt. A megélhetéshez szükséges pénzt alkalmi munkákból fedezte, dolgozott többek között kikötői rakodómunkásként, tőzsdeügynökként, borászként és csirkéket tartó gazdaként is.
1931. július 31-én New York városában Vaszilij Alekszandrovics feleségül vette Natalja Alekszandrovna Golicina hercegnőt (1907–1989), a nagy múltú Golicin család leszármazottját, Alekszandr Vlagyimirovics Golicin herceg leányát. A pár Kaliforniában építette fel otthonát, egyetlen gyermekük is ott jött világra:
- Marina Vasziljevna Romanova hercegnő (1940. május 22. –), nőül ment William Lawrence Beadlestonhoz.

1890-ben második legfiatalabb bátyja, Dmitrij Alekszandrovics herceg halála után Vaszilij Alekszandrovicsot választották a Romanov Családi Társaság elnökévé. A családi szervezet magába tömöríti a cári család minden élő tagját és a famíliához szorosabban kötődő személyeket. Vaszilij herceg egészen haláláig viselte az elnöki címet.
Vaszilij Alekszandrovics herceg nyolcvanegy évesen, 1989. június 23-án hunyt el a Kaliforniában található Woodside városában, alig egy hónappal felesége halálát követően. Egyetlen leánya, Marina Vasziljevna hercegnő négy gyermekkel ajándékozta meg William Beadlestont.

## Külső hivatkozások
- Életrajzi adatok[halott link]
- Életrajzi adatok
- Képek, érdekességek Archiválva 2009. március 2-i dátummal a Wayback Machine-ben (angolul)
- Светлой памяти Князя Василия Александровича и Княгини Наталии Александровны Романовых Archiválva 2011. november 5-i dátummal a Wayback Machine-ben (oroszul)